# 刈萱 (駆逐艦)
|          |                                                       |
| 艦歴     |                                                       |
| 計画     | 1918年度（八六艦隊案）                                |
| 起工     | 1922年5月16日                                         |
| 進水     | 1923年3月19日                                         |
| 就役     | 1923年8月20日（第十八駆逐艦）                         |
| その後   | 1944年 5月10日戦没                                    |
| 除籍     | 1944年7月10日                                         |
| 性能諸元 |                                                       |
| 排水量   | 基準：820トン                                         |
| 全長     | 83.8m                                                 |
| 全幅     | 8.08m                                                 |
| 吃水     | 2.51m                                                 |
| 主缶     | ロ号艦本式缶3基                                       |
| 機関     | オールギアードタービン2基2軸 21,500shp                |
| 最大速力 | 35.5ノット                                            |
| 航続距離 |                                                       |
| 乗員     |                                                       |
| 兵装     | 12.0cm単装砲3基 6.5mm単装機銃2基 53cm連装発射管2基4門 |

刈萱（かるかや）は、日本海軍の駆逐艦。若竹型駆逐艦の8番艦である。

## 艦歴
- 1923年（大正12年）3月 進水 - （藤永田造船所建造）　進水時の名称は第十八駆逐艦。
  - 8月20日 - 竣工。
- 1924年（大正13年）4月1日 - 第十八号駆逐艦に艦名変更。
- 1928年（昭和3年）8月1日 - 刈萱に艦名変更。
- 1937年（昭和12年） - 日中戦争に参戦。華南沿岸の諸作戦に参加する。
- 1941年（昭和16年） - 駆逐艦籍のまま太平洋戦争に参戦。船団護衛、哨戒作戦に従事する。
- 1944年（昭和19年）5月10日 - ミ03船団を護衛中、ルソン沖北緯14度50分 東経119度20分 / 北緯14.833度 東経119.333度でアメリカの潜水艦コッドの発射した魚雷が2本被雷し戦没した。

## 歴代艦長
※『艦長たちの軍艦史』381-382頁による。

### 艤装員長
- 原顕三郎 少佐：1923年3月10日 - 1923年8月20日

### 駆逐艦長
- 原顕三郎 少佐：1923年8月20日 - 1925年12月1日
- 中原達平 少佐：1925年12月1日 - 1926年11月1日
- 猪瀬正盛 大尉：1926年11月1日 - 1927年12月1日
- 矢野志加三 少佐：1927年12月1日 - 1928年12月10日
- 伊藤　皎 少佐：1928年12月10日 - 1929年11月1日[1]
- 渋谷紫郎 少佐：1929年11月1日[1] - 1932年4月1日
- 有田　貢 少佐：1932年4月1日 - 1933年5月25日[2]
- 藤田友造 少佐：1933年5月25日 - 1933年11月15日
- 一門善記 少佐：1933年11月15日 - 1934年1月11日[3]
- （兼）中津成基 少佐：1934年1月11日 - 1934年2月1日[4]
- 勢　経雄 少佐：1934年2月1日 - 1934年10月22日
- 山隈和喜人 少佐：1934年10月22日 - 1935年11月15日
- 笹川　博 大尉：1935年11月15日 - 1937年12月1日[5]
- 吉田正一 少佐：1937年12月1日 - 1938年8月1日[6]
- 千本木十三四 少佐：1938年8月1日 - 1940年6月15日[7]
- 花見弘平 大尉：1940年10月15日[8] - 1941年9月1日[9]
- 中尾小太郎 少佐：1941年9月1日 -
- 益　満行 大尉：1942年10月13日 -
- 島田喜与三 大尉：1944年3月5日 -